# Carlo Oriani
Carlo Oriani (Cinisello Balsamo, 5 de novembre de 1888 - Caserta, 3 de desembre de 1917) va ser un ciclista italià, anomenat El Pucia, que fou professional entre 1908 i 1915.
Va destacar només en competicions italianes, assolint com a major èxit el triomf en la classificació general del Giro d'Itàlia de 1913. Anteriorment, havia estat 5è el 1909 i 11è el 1911. Entre el seu palmarès també destaca la victòria en la Volta a Llombardia de 1912.
Allistat amb els bersaglieri ciclistes durant la Primera Guerra Mundial, va emmalaltir de pneumònia en crear nedant el Tagliamento durant la retirada de Caporetto intentant salvar la vida a un company de milícia. Morí poc després, als 29 anys, a l'hospital de Caserta.

## Palmarès
- 1912
  - 1r a la Volta a Llombardia
- 1913
  -  1r al Giro d'Itàlia

### Resultats al Giro d'Itàlia
- 1909. 5è de la classificació general
- 1911. 11è de la classificació general
- 1913. 1r de la classificació general
- 1914. Abandona